# یک‌بار
یک‌بار (به انگلیسی: One Time) نام اولین ترانه و تک‌آهنگ خوانندهٔ پاپ کانادایی، جاستین بیبر، است که در آلبوم چندآهنگه دنیای من منتشر شد.
این تران به رتبهٔ ۱۷ در جدول ۱۰۰ آهنگ داغ بیلبورد رسید. همچنین گواهی‌نامهٔ پلاتین را از انجمن صنعت ضبط موسیقی آمریکا به خاطر فروش بیش از ۱ میلیون نسخه به دست آورد.
تا ماه ژانویه ۲۰۱۰ بیش از ۱۰۰ میلیون باز بازدید از نماهنگ این ترانه در یوتیوب شد.